# Invincible (2001)
Invincible is een dramafilm uit 2001, geregisseerd door Werner Herzog. De film is losjes gebaseerd op het waargebeurde verhaal van Zishe Breitbart.

## Verhaal
In de jaren dertig gaat de Joodse Pool Zishe Breitbart werken in Berlijn voor de beroemde illusionist Erik Jan Hanussen met zijn circusact als een mythische sterke man. Breitbart wordt een onderdeel in zijn illusionistenact. Met deze act gebruikt hij Breitbart om invloed en macht te krijgen binnen de politieke partij van Nazi-Duitsland.

## Rolverdeling
| Acteur              | Personage                                   |
| ------------------- | ------------------------------------------- |
| Tim Roth            | Herschel Steinschneider / Erik Jan Hanussen |
| Jouko Ahola         | Zishe Breitbart                             |
| Anna Gourari        | Marta Farra                                 |
| Max Raabe           | Ceremoniemeester                            |
| Jacob Wein          | Benjamin Breibart                           |
| Gustav-Peter Wöhler | Alfred Landwehr                             |
| Udo Kier            | Graaf Helldorf                              |
| Herbert Golder      | Rabbi Edelmann                              |
| Gary Bart           | Yitzak Breitbart                            |
| Renate Krößner      | Moeder Breitbart                            |
| Ben-Tzion Hershberg | Gershon                                     |

## Achtergrond
De film ging op 3 september 2001 in première op het Filmfestival van Venetië. In Nederland verscheen de film op 3 oktober 2002. In de Duitstalige landen werd de film uitgebracht als titel Unbesiegbar.